# Nannobisium liberiense
Nannobisium liberiense es una especie de arácnido del orden Pseudoscorpionida de la familia Syarinidae.

## Distribución geográfica
Se encuentra en Costa de Marfil, Liberia y Togo.